# John Pickering
John Pickering (Stockton-on-Tees, 7 novembre 1944 – 30 maggio 2001) è stato un allenatore di calcio e calciatore inglese, di ruolo difensore.

## Biografia
Suo zio Barry Jackson, a sua volta calciatore professionista, è il recordman di presenze dello York City.

## Caratteristiche tecniche
Era un difensore centrale.

## Carriera

### Giocatore
Dopo aver giocato nelle giovanili del Newcastle Utd esordisce tra i professionisti nella stagione 1965-1966, con la maglia dell'Halifax Town, club della quarta divisione inglese. Nel corso degli anni diventa una bandiera degli Shaymen, di cui diventa anche capitano e con cui al termine della stagione 1968-1969 conquista una promozione in terza divisione, categoria in cui gioca fino al termine della stagione 1973-1974, quando dopo 402 partite ufficiali (di cui 367 in campionato) lascia il club, di cui è il recordman di presenze (record che peraltro non può essere superato dal momento che il club stesso si è dissolto definitivamente nel 2008). Si ritira definitivamente al termine della stagione 1974-1975, dopo aver giocato in quarta divisione con il Barnsley.

### Allenatore
Inizia ad allenare già nella stagione 1975-1976, subito dopo il ritiro, diventando vice allenatore del Blackburn, club neopromosso in seconda divisione. Dopo un triennio alle dipendenze di Jim Smith, nel 1978, all'esonero di quest'ultimo, diventa allenatore ad interim fino all'arrivo in squadra di Jim Iley, che lo tiene come suo vice. Iley dopo pochi mesi viene però a sua volta esonerato, e Pickering viene questa volta promosso ad allenatore dei Rovers in pianta stabile, concludendo però il campionato con una retrocessione in terza divisione, dopo la quale lascia il club.
Dopo un periodo come vice al Carlisle Utd, nella stagione 1985-1986 allena il Lincoln City, in quarta divisione, venendo però esonerato a campionato in corso a causa dello scarso rendimento della squadra, che a fine anno diventa poi il primo club nella storia a retrocedere dalla Football League in modo automatico senza passare dal meccanismo di elezione. Lavora poi come vice al Newcastle Utd ed al Middlesbrough; con quest'ultimo club è per una partita anche allenatore ad interim, vincendo per 5-2 l'incontro di prima divisione contro il Charlton nell'ultima giornata della stagione 1993-1994.